# Ульяновская ТЭЦ-3
Ульяновская ТЭЦ-3 — незавершённый проект строительства третьей теплоэлектроцентрали города Ульяновск Ульяновской области России. В настоящий момент является котельным цехом Ульяновской ТЭЦ-1 филиала «Ульяновский» ПАО «Т Плюс» с установленной тепловой мощностью 516,8 Гкал/ч, выработка электроэнергии не осуществляется.
Расположена в южной части города, в Железнодорожном районе, к западу от села Белый Ключ.

## История
Ульяновская ТЭЦ-3 построена в соответствии с постановлением Совета Министров СССР «О мерах по комплексному развитию г. Ульяновска и Ульяновской области» от 2 октября 1984 года. В генплане города 1985 года имела проектное название Ново-Ульяновская ТЭЦ-3.
Пуск первого и второго водогрейных котлов станции состоялся в 1989 году, третьего и четвертого котлов — в 1992, пятого — в 1994.                                                                                                                                                                                                           
По проекту строительство велось с опережающим сооружением водогрейной котельной. Вторая очередь строительства предполагала установку электрогенерирующего оборудования мощностью 540 МВт с увеличением тепловой мощности до 1728 Гкал/ч, однако отсутствие финансирования в кризисные 90-е годы нарушило эти планы.
В ходе реформы РАО ЕЭС России ТЭЦ-3, как и другие ТЭЦ города, вошла в состав Волжской ТГК, позднее (в 2015 году) переименованной в ПАО «Т Плюс».
К декабрю 2021 года ТЭЦ-3 выведена из эксплуатации и продается.

## Описание
Установленная тепловая мощность котельного цеха — 516,8 Гкал/ч. Ульяновская ТЭЦ-1 и ТЭЦ-3 (котельный цех ТЭЦ-1) работают на общую тепловую сеть Засвияжского и Железнодорожного районов Ульяновска, на окраинах которой они расположены. ТЭЦ-3 работает в режиме котельной в отопительный период. Выработка электрической энергии не осуществляется. В летний период нагрузку ТЭЦ-3 принимает Ульяновская ТЭЦ-1.
Система теплоснабжения города работает по открытой схеме, с непосредственным водоразбором на горячее водоснабжение из тепловой сети.
Основное оборудование включает:
- 5 водогрейных котлов типа КВТК-100 единичной мощностью 100 Гкал/час;
- 3 паровых котла типа ДЕ-10-14 единичной паропроизводительностью 10 т/ч для покрытия собственных нужд ТЭЦ-3.

Пар промышленным потребителям не отпускается.
Проектное топливо — природный газ, резервное — мазут. Исходной водой является вода с Архангельского грунтового водозабора.

## Перспективы развития
Схемы и программы перспективного развития электроэнергетики РФ не предполагают организацию комбинированной выработки тепловой и электрической энергии на Ульяновской ТЭЦ-3.
В схеме теплоснабжения города до 2029 г. в качестве одного из неприоритетных сценариев рассматривался вывод из эксплуатации Ульяновской ТЭЦ-3, так как потенциально имеющиеся резервы тепловой мощности существующих источников с комбинированной выработкой (Ульяновских ТЭЦ-1 и ТЭЦ-2) покрывают прогнозируемый прирост теплопотребления.